# جو أرلوكاس
جو أرلوكاس (بالإنجليزية: Joe Arlauckas)‏ مواليد 20 يوليو 1965 في روتشستر، هو لاعب كرة سلة أمريكي من أصل ليتواني معتزل. بدأ مسيرته الاحترافية في سنة 1987. تم اختياره من قبل فريق سكرامنتو كينغز خلال الدرافت. يبلغ طوله 6 قدم 9 بوصة (2.1 م). اعتزل اللعب في 2000.

## المسيرة الاحترافية
لعب مع سكرامنتو كينغز في سنة 1987، ثم لعب مع يوفي كازيرتا باسكت في الدوري الإيطالي في سنة 1988، ثم لعب مع بالونكيستو مالقا في الدوري الإسباني من سنة 1988 إلى 1990، ثم لعب مع ساسكي باسكونيا من سنة 1990 إلى 1993، ثم لعب مع ريال مدريد لكرة السلة في الدوري الإسباني من سنة 1993 إلى 1998، ثم لعب مع إيه إي كي في موسم 1998–1999، ثم لعب مع أريس في موسم 1999–2000.

## روابط خارجية
- جو أرلوكاس على موقع إن بي أي (الإنجليزية)
- جو أرلوكاس على موقع سبورتس رفرنس (الإنجليزية)
- جو أرلوكاس على موقع الدوري الإسباني لكرة السلة (الإسبانية)
- جو أرلوكاس على موقع كلية كرة السلة في سبورتس رفرنس.كوم (الإنجليزية)
- جو أرلوكاس على موقع ريلجم (الإنجليزية)
- جو أرلوكاس على موقع بروبوليرز (الإنجليزية)
- جو أرلوكاس على موقع سبورتس رفرنس (الإنجليزية)